# Grupul Infra-Noir

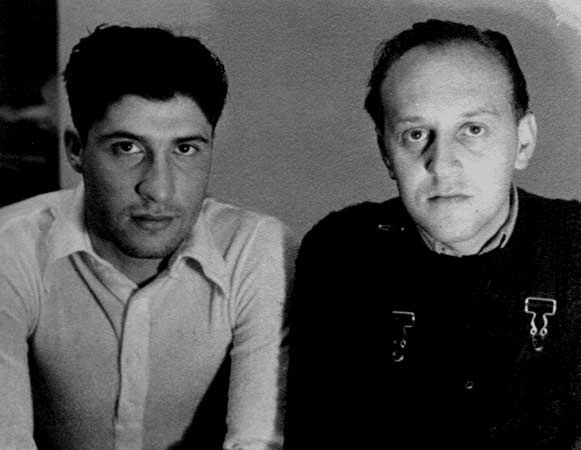
Gellu Naum și Victor Brauner

Grupul Infra-Noir a fost un grup literar suprarealist român, înființat în 1941 de către Gellu Naum, Gherasim Luca, Dolfi Trost, Virgil Teodorescu și Paul Păun și desființat în 1947, ca urmare a impunerii realismului socialist ca unică formă permisă de exprimare în literatură.

## Context istoric
Avangarda istorică în România poate fi delimitată în trei mari perioade, potrivit criticului Paul Cernat:
- un amestec de constructivism și futurism în anii de dinainte și după Primul Război Mondial (scriitorii Ion Vinea, Tristan Tzara, Adrian Maniu, B. Fundoianu, Ion Călugăru, Ilarie Voronca, Stephan Roll, Jacques G. Costin, artistul plastic Marcel Iancu ș.a.), în jurul grupării de la revista Contimporanul;
- ruptura față de futurism, constructivism și gruparea de la Contimporanul, ilustrată prin suprarealismul incipient din revista Unu și din publicațiile Alge, Muci etc. (Sașa Pană, Geo Bogza, Moldov, Dan Faur, Miron Radu Paraschivescu ș.a.);
- suprarealismul „doctrinar și matur” (Ion Pop), de la jumătatea anilor '30 și până după cel de-Al Doilea Război Mondial (Gellu Naum, Gherasim Luca, Paul Păun, Virgil Teodorescu, Dolfi Trost, Jacques Herold ș.a.)
Mergând pe urmele lui André Breton, dar la 20 de ani după mișcarea inițiată de acesta, suprarealismul întârziat al celor cinci a fost o mișcare mai radicală decât cea formată în jurul revistei Unu a lui Sașa Pană, sau Alge a lui Aurel Baranga, cu care unii dintre cei care urmau să formeze grupul Infra-Noir erau deja familiarizați. După mai multe faze în suprarealismul românesc, mișcarea acestui grup, mai ales în perioada 1944-1947, a conturat o doctrină avangardistă românească, un suprarealism propriu deosebit de cel francez.

## Activitate

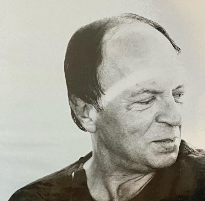
Gherasim Luca

Cei cinci membri ai grupării suprarealiste, deși au început să activeze în această formulă încă din 1939, după revenirea în țară de la Paris a lui Gherasim Luca și Gellu Naum, nu s-au putut manifesta public decât într-un foarte scurt interval, după Al Doilea Război Mondial (1945-1947). Au reușit să publice individual și colectiv, peste 30 de volume și să realizeze trei manifestări vizuale: expoziția Gherasim Luca și Dolfi Trost Présentation de graphies colorées, de cubomanies et d’objets, urmată de cea de grafică a lui Paul Păun, ambele deschise în 1945, în sala Brezoianu, precum și manifestarea deschisă în 1946, la Galeria Căminul Artei.

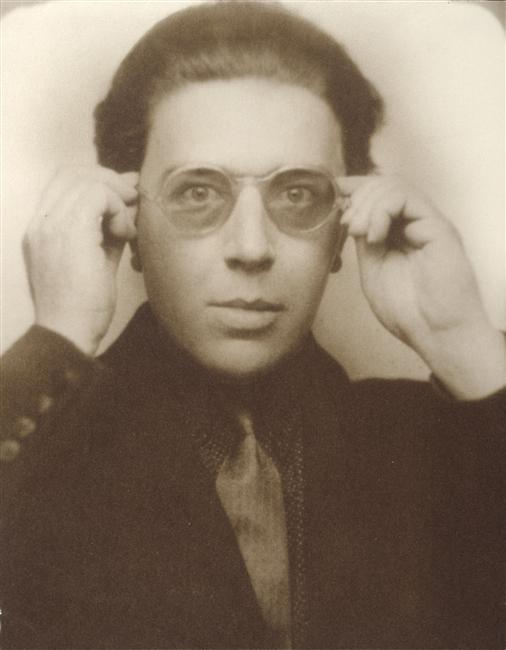
André Breton a inspirat suprarealismul practicat de Grupul Infra-Noir

Grupul suprarealist român numit și „Grupul celor cinci”, a avut o activitate deosebit de intensă între anii 1945 și 1947, ceea ce l-a făcut pe André Breton să afirme că „Centrul lumii (suprarealiste) s-a mutat la București”. Gellu Naum a preluat rolul de lider al grupului și a creat la București o replică autohtonă a grupului suprarealist parizian. El a încercat să respecte structura grupului francez, format tot din cinci membri (André Breton, Paul Éluard, Benjamin Péret, Louis Aragon și Philippe Soupault).
Rolul și influența grupării Infra-Noir asupra mediului literar din perioada interbelică și postbelică nu au fost încă suficient studiate, deși nu poate fi omis faptul că o bună parte a creației lirice contemporane se datorează atât grupului Infra-Noir, cât și avangardei interbelice în general.

### ManifestulDialectique de la dialectique
Membrii acestui grup au semnalat câteva erori spre care se îndreptau poeții contemporani, unele dintre ele formulate anterior de André Breton. Ideile lor au fost formulate în manifestul Dialectique de la dialectique (1945), adresat de Gherasim Luca și D. Trost mișcării suprarealiste internaționale. Devierea artistică se referea la folosirea descoperirilor suprarealismului exclusiv pentru „opere” literare sau plastice. În plus, ei au atras atenția că suprarealismul nu trebuie să stagneze și să se mențină într-o anumită formă, ci are datoria să evolueze, să depășească orice fel de limitare prin fenomenul numit „negația negației”. Această limitare trebuie înlăturată și în ceea ce privește tema amorului în literatură, atât pe plan exterior, cât și interior, într-o revoluționare totală a a stării de spirit care să surmonteze orice fel de dogme sociale, individuale, religioase sau psihologice. Ei au respins literatura așa-numită „pură”, în încercarea de a reface unitatea pierdută de om dintre viață și vis. Luca și Trost au intenționat, prin manifestul lor, să transforme dorința în „realitatea dorinței”, fiind într-o permanentă fază de „dorință de a dori”.
Dialectique de la dialectique a fost urmată de Critica mizeriei, lucrare semnată de Gellu Naum, Paul Păun și Virgil Teodorescu, un program ce prefigura viitoarea ruptură între membrii Infra-Noir, pusă la cale de Gellu Naum și Gherasim Luca. Ei au intenționat să se desprindă defintiv de întreaga tradiție, inclusiv de primele manifestări suprarealiste din chiar interiorul grupului.

### Deosebiri între membrii grupului
Majoritatea creațiilor celor cinci (uneori colective) sunt în limba franceză, deoarece ei se adresau unei comunități suprarealiste internaționale. Mai mult, Paul Păun și-a modificat ulterior numele în Paon. După 1947, Gellu Naum și Virgil Teodorescu nu au mai publicat în limba franceză, spre deosebire de ceilalți trei, care au rămas încadrați în literatura franceză.
Dintre membrii acestui grup se detașează Gellu Naum, care și-a urmat cariera după 1947 în România, dar și Gherasim Luca, cel care, alături de Dolfi Trost, a emigrat, după venirea comuniștilor, în Israel, ajungând în cele din urmă în Franța. Evoluția lui Gherasim Luca a fost cea mai originală, ajungând la apogeu în celebrele sale poeme „bâlbâite” și devenind cunoscut pentru publicul larg la sfârșitul anilor ’80, grație filmului-portret Comment s’en sortir sans sortir.
Există o fractură între Luca - Trost și Naum - Păun - Teodorescu, aceștia din urmă considerându-i pe Luca și Trost doi mistici incorigibili. Cuplul celor doi se va destrăma în august 1951, în timpul unui sejur în Israel, după o experiență mentală stabilită la o anumită oră pe 18 martie, între Breton, Păun, Luca și Trost, aflându-se simultan în Paris, București și în alte două locuri diferite din Israel.
Dolfi Trost a fost principalul teoretician al grupului, eseist, spre deosebire de ceilalți membri care erau toți poeți. El nu este foarte cunoscut ca poet deoarece nu a apărut niciodată în volum propriu și a participat, aparent, la textele colective scrise împreună cu Virgil Teodorescu și Paul Păun, cunoscute sub titlul Diamantul conduce mâinile.

## Lucrări reprezentative
- Dialectique de la dialectique. Message adressé au mouvement surréaliste international (Gherasim Luca împreună cu D. Trost, 1945);
- Le vampire passif (Gherasim Luca, București, 1945);
- Infra-Noir (Gherasim Luca, G. Naum. V. Teodorescu, D. Trost și P. Păun, București, 1946).
- Le profil navigable. Négation concrete de la peinture (D. Trost, Les éditions de l'oubli, București, 1945);
- Présentation de graphies colorées, de cubomanies et d'objets (D. Trost, Gherasim Luca, catalog comentat al expoziției lor din ianuarie 1945, Sala Brezoianu, București);
- Le même du même (D. Trost, Col. Infra-Noir, București, 1947);
- Le plaisir de flotter (D. Trost, Col. Infra-Noir, București, 1947).
- Les esprits animaux (Paul Păun, Infra-Noir, București, 1947);
- La conspiracion du silence (Paul Păun, Infra-Noir, București, 1947);
- L'Infra-Noir. Préliminaires à une intervention surthaumaturgique dans la conquête du désirable (Paul Păun, Gh. Luca, G. Naum, V. Teodorescu, D. Trost, catalog comentat al expoziției de grup din septembrie-octombrie 1946, București).